# ليون فان هوف
ليون تشارلز برودنت فان هوف (10 فبراير 1924 - 2 سبتمبر 1990)  هو فيزيائي بلجيكي ومدير عام سابق لسيرن. لديه ابحاث علمية تشمل الرياضيات، فيزياء الجوامد، فيزياء الجسيمات والفيزياء النووية إلى علم الكون.